# Dichrooscytus brevirostris
Dichrooscytus brevirostris är en insektsart som beskrevs av Kelton 1972. Dichrooscytus brevirostris ingår i släktet Dichrooscytus och familjen ängsskinnbaggar. Inga underarter finns listade i Catalogue of Life.